# Куссегре
Куссегре́ (фр. Coussegrey) — коммуна во Франции, находится в регионе Шампань — Арденны. Департамент — Об. Входит в состав кантона Шаурс. Округ коммуны — Труа.
Код INSEE коммуны — 10112.
Коммуна расположена приблизительно в 160 км к юго-востоку от Парижа, в 115 км южнее Шалон-ан-Шампани, в 39 км к югу от Труа.

## Население
Население коммуны на 2008 год составляло 162 человека.
| 1962 | 1968 | 1975 | 1982 | 1990 | 1999 | 2008 |
| ---- | ---- | ---- | ---- | ---- | ---- | ---- |
| 256  | 228  | 203  | 194  | 189  | 195  | 162  |

## Экономика
В 2007 году среди 98 человек в трудоспособном возрасте (15—64 лет) 70 были экономически активными, 28 — неактивными (показатель активности — 71,4 %, в 1999 году было 70,0 %). Из 70 активных работали 65 человек (31 мужчина и 34 женщины), безработных было 5 (2 мужчины и 3 женщины). Среди 28 неактивных 4 человека были учениками или студентами, 19 — пенсионерами, 5 были неактивными по другим причинам.

## Достопримечательности
- Церковь Успения Божьей Матери. Неф и колокольня в романском стиле, хор — в раннеготическом. Трансепт датируется XVI веком.
- Алтарь, увенчанный каменным крестом (известен как «Часовня Сен-Жак»). Памятник истории с 1925 года[3]

## Фотогалерея

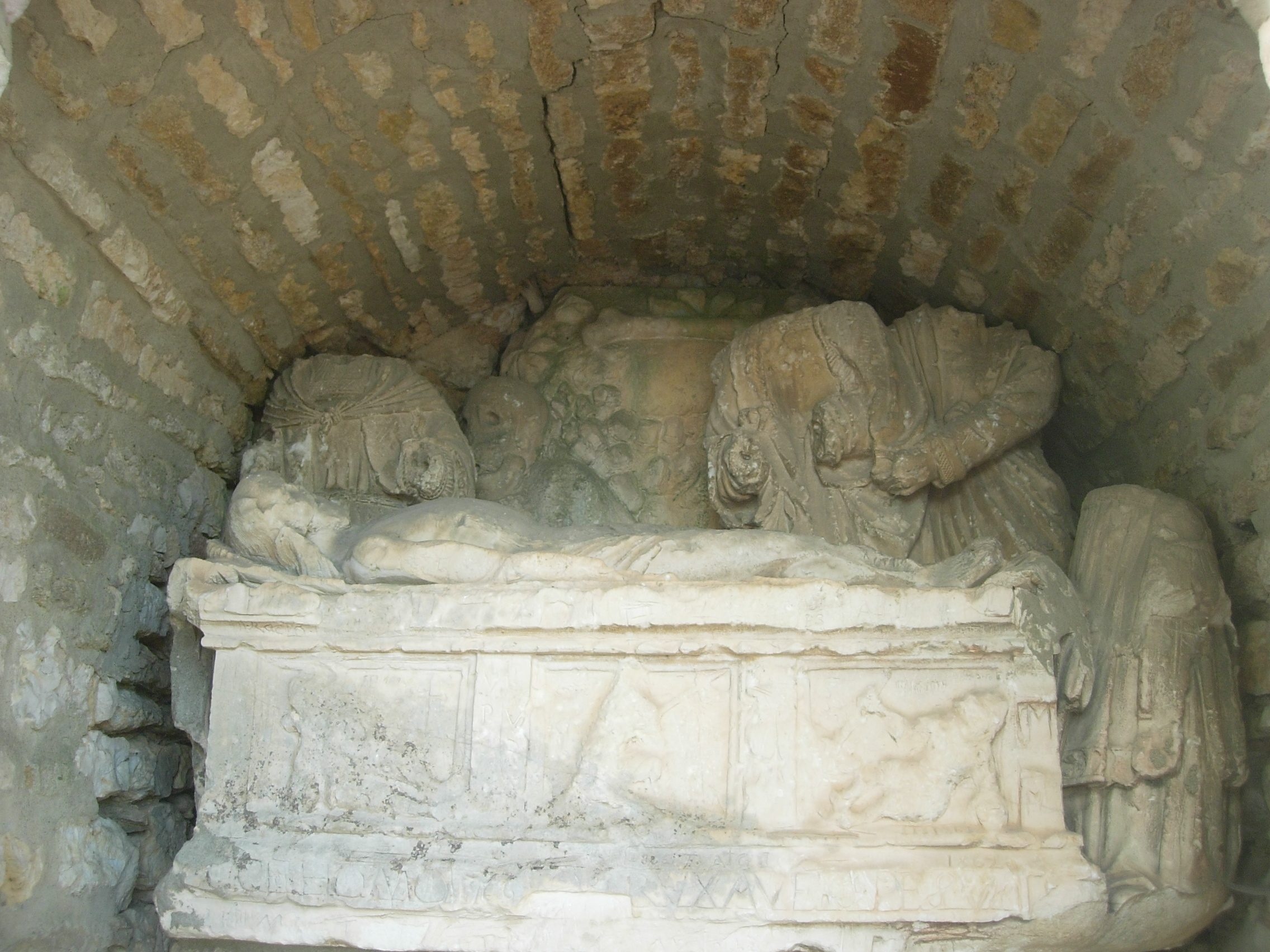
Часовня Сен-Жак
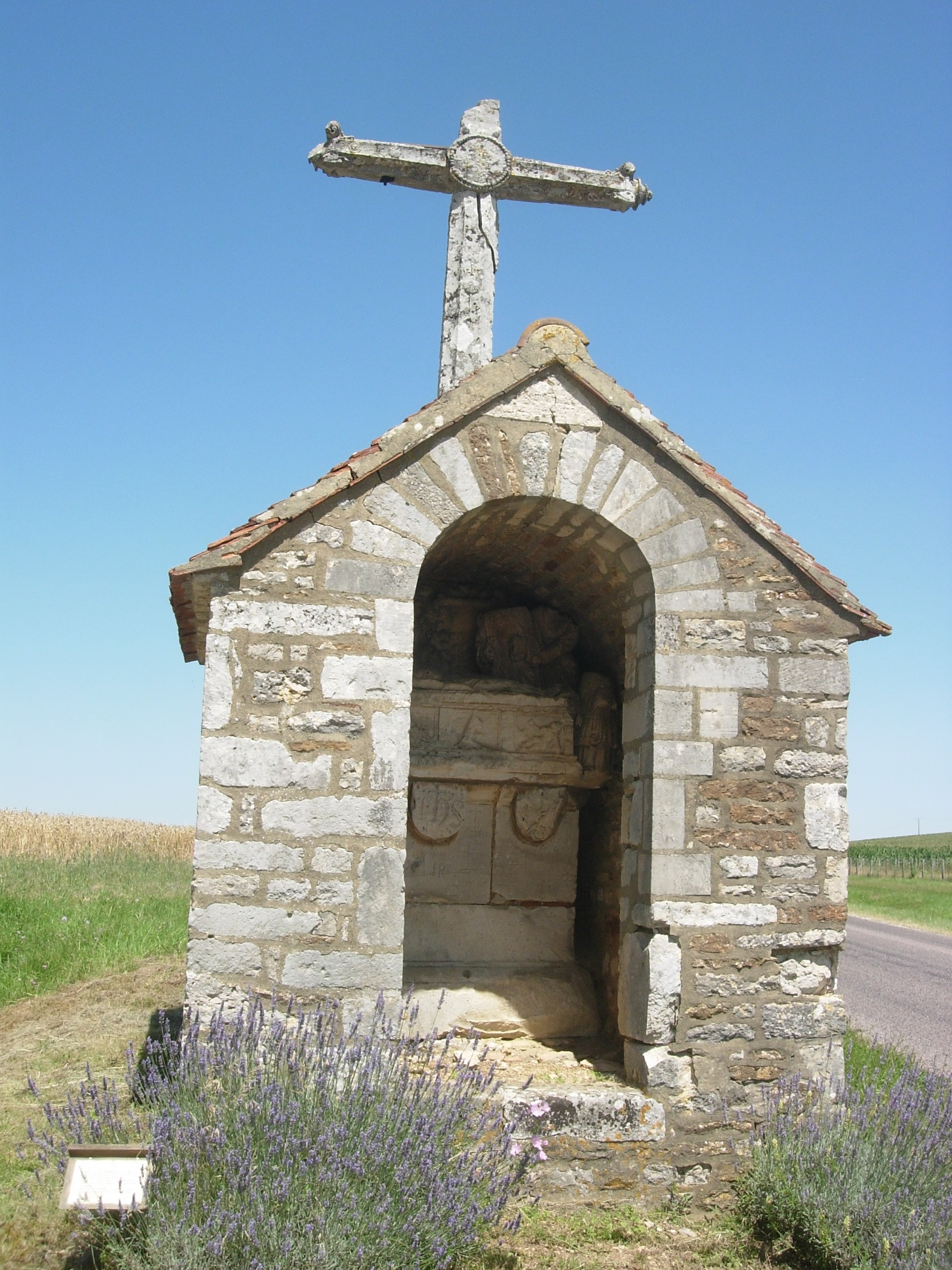
Часовня Сен-Жак
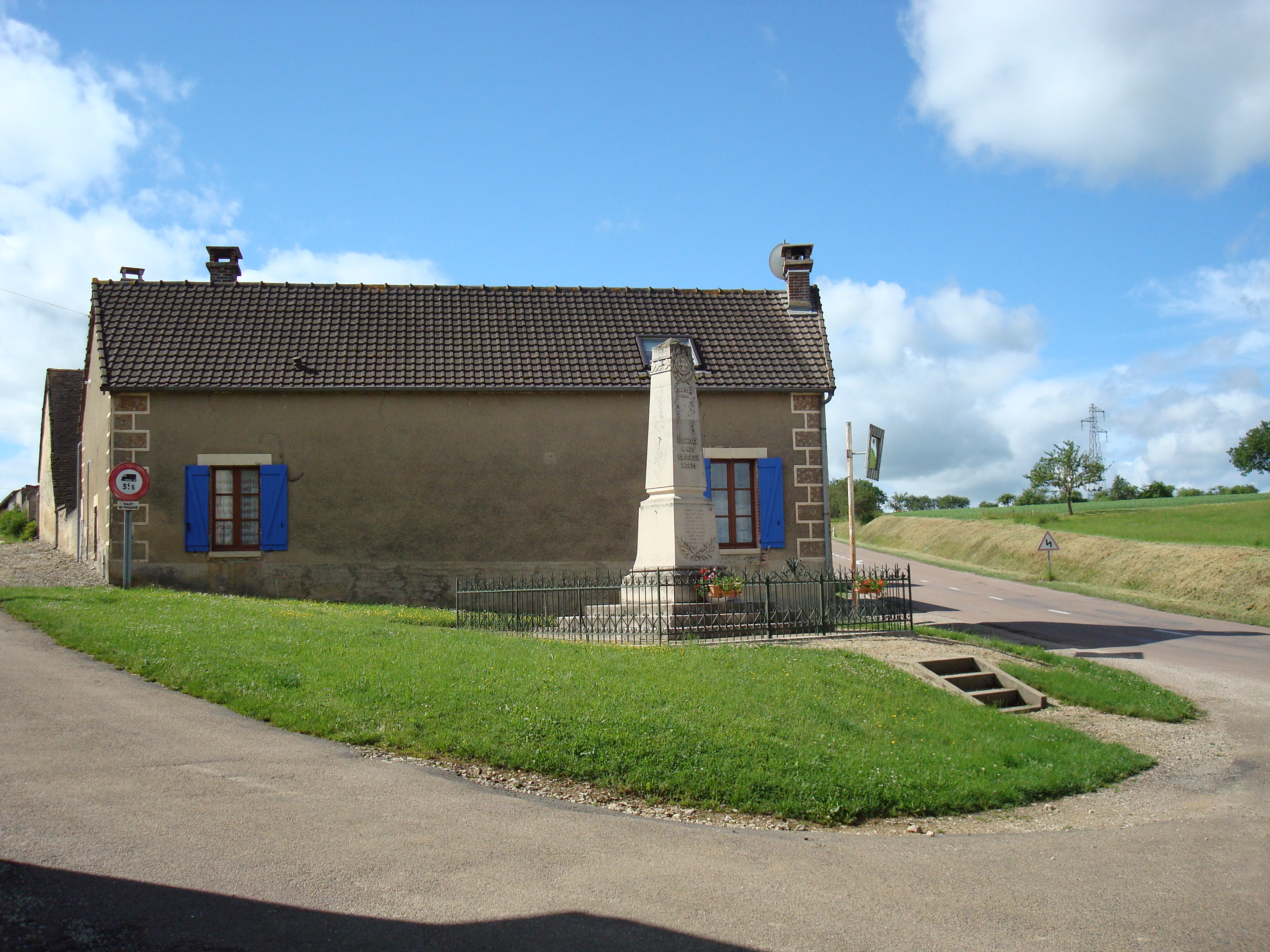
Памятник погибшим в Первой мировой войне